# Odorico Leovigildo Sáiz Pérez
Odorico Leovigildo Sáiz Pérez OFM (ur. 6 lutego 1912 w Revilla del Campo, zm. 14 października 2012) – hiszpański duchowny katolicki, franciszkanin, emerytowany wikariusz apostolski Requeny w Peru.
Święcenia kapłańskie otrzymał 13 marca 1937. 26 listopada 1973 stanął na czele wikariatu apostolskiego Requena w Peru. Z urzędem tym wiązało się przyjęcie sakry biskupiej. Obrzędu dokonał kardynał Juan Landázuri Ricketts, prymas Peru i także franciszkanin. Na emeryturę przeszedł 15 maja 1987 roku. Był w chwili śmierci najstarszym hiszpańskim biskupem katolickim.